# Тяло (стомах)
Вижте пояснителната страница за други значения на Тяло.
Тялото на стомаха (на латински: corpus gastricum), наричано още корпус, е една от четирите анатомични области в стомаха. Разположено е под дъното на стомаха и се простира до пилора.
На гладно гладката мускулатура на стомаха е постоянно напрегната, поради което стените прилягат плътно и обхващат малкото съдържимо (около 50 мл стомашен сок и малък въздушен мехур, разположен в горната му част). При напълването на стомаха в зависимост от количеството на поетата храна тонусът на стомашната мускулатура започва да се изменя и поддържа по такъв начин, че стомашните стени се отпускат, но заедно с това плътно обхващат съдържимото. Тялото на стомаха нормално се поддава на разтягане с постъпване на нови порции храна до обем от около 1 литър.